# Mariovo
Le Mariovo (en macédonien Мариово), est une région naturelle du sud de la Macédoine du Nord, caractérisée par un paysage de collines ainsi que par une histoire et des traditions particulières. Le Mariovo est limité par plusieurs massifs comme le Kajmakčalan et le Kožuf, il est traversé par la rivière Tsrna. Il est traditionnellement divisé en trois espaces, le Mariovo de Bitola, situé autour de Staravina, le Mariovo de Prilep, autour de Vitolichté, et le Mariovo du Tikvech, situé autour de Konopichté. L'essentiel de la région se trouve aujourd'hui dans la municipalité de Novatsi. L'un des éléments les plus caractéristiques du folklore local est le costume de mariée, richement orné et qui pèse plus de 45 kilos. La région est aussi réputée pour sa propreté et a servi de décor au film Dust de Milcho Manchevski.

## Étymologie
Mariovo signifie « qui appartient à Marie », et une légende raconte que cette Marie était une jeune fille de la région que le Sultan voulait amener dans son harem. Marie finit par accepter de partir avec lui, mais en échange, elle demanda aux Turcs de ne jamais islamiser la région et de ne pas y construire de mosquées. L'accord fut respecté et les habitants baptisèrent leur région en hommage à la jeune fille.

## Histoire
Conformément à la légende du nom, le Mariovo n'a pas été islamisé et il est resté slave et chrétien tout au long de l'occupation ottomane. Les habitants avaient par ailleurs payé un tribut afin de devenir un hass, une province autonome au sein de l'Empire ottoman. Le Mariovo a été un lieu de refuge pour les nationalistes et les révolutionnaires macédoniens et deux soulèvements y ont été organisés contre les Turcs, en 1564 et 1688. 
Selon le recensement de 1948, le Mariovo était alors la région yougoslave qui avait la plus forte natalité. L'exode rural vers des villes comme Bitola et Skopje ont toutefois enrayé la croissance démographique et le Mariovo ne comptait que 839 habitants en 2002.

## Villages
Le Mariovo de Bitola compte les villages de Staravina, Makovo, Rapech, Zoviḱ, Gradechnitsa, Boudimirtsi, Grounichta, Orlé, Brnik, Iveni et Petalino.
Le Mariovo de Prilep compte Vitolichté, Bechichté, Veprtchani, Vrpsko, Dounyé, Jivovo, Kalen, Kokré, Krouchevitsa, Manastir, Poltchichté, Pechtani, Tchanichté et Gouǵakovo. 
Le Mariovo du Tikvech compte Rojden, Klinovo, R'janovo, Mayden et Galichté.

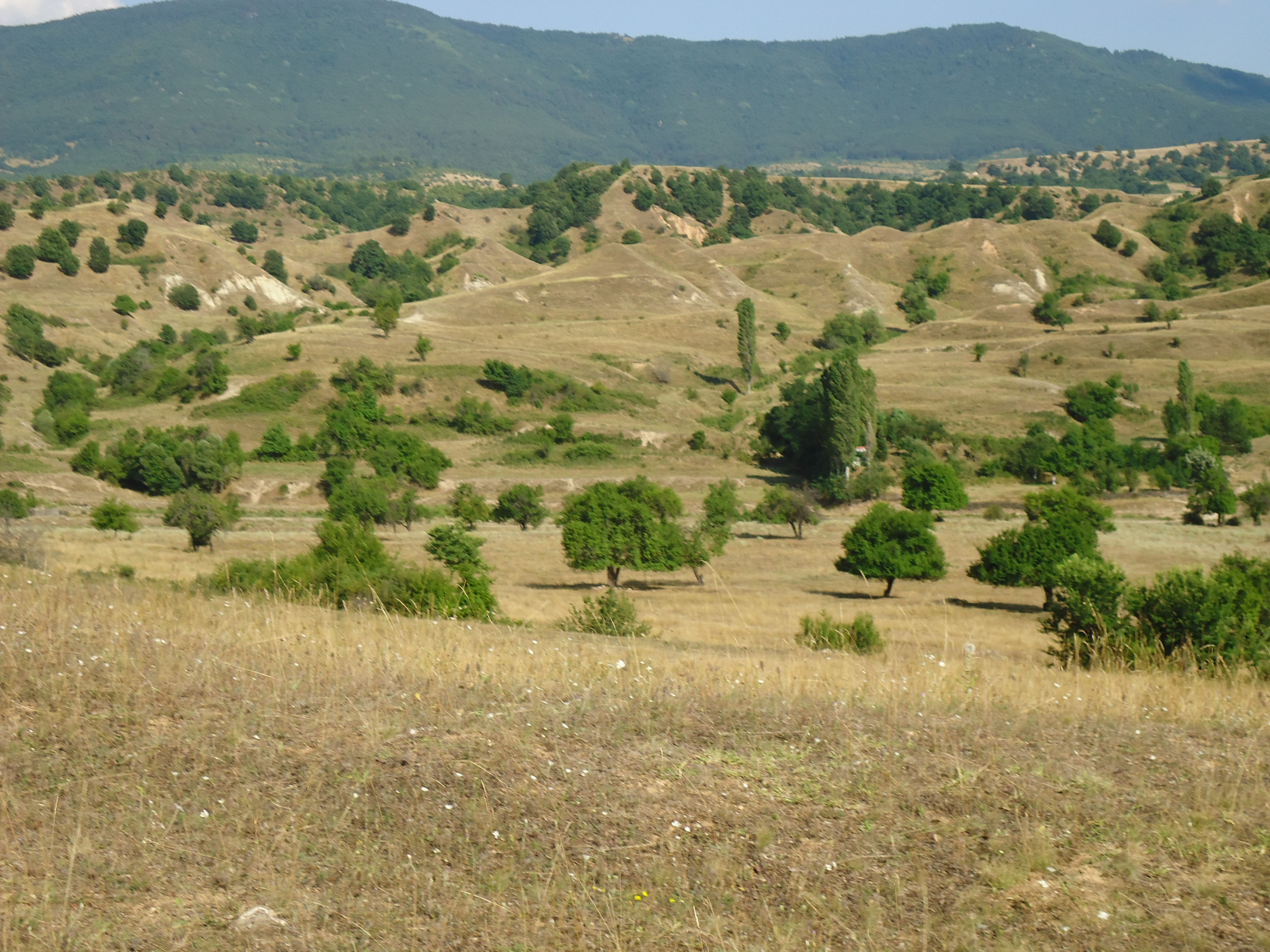
Paysage aux alentours de Vitolichté.
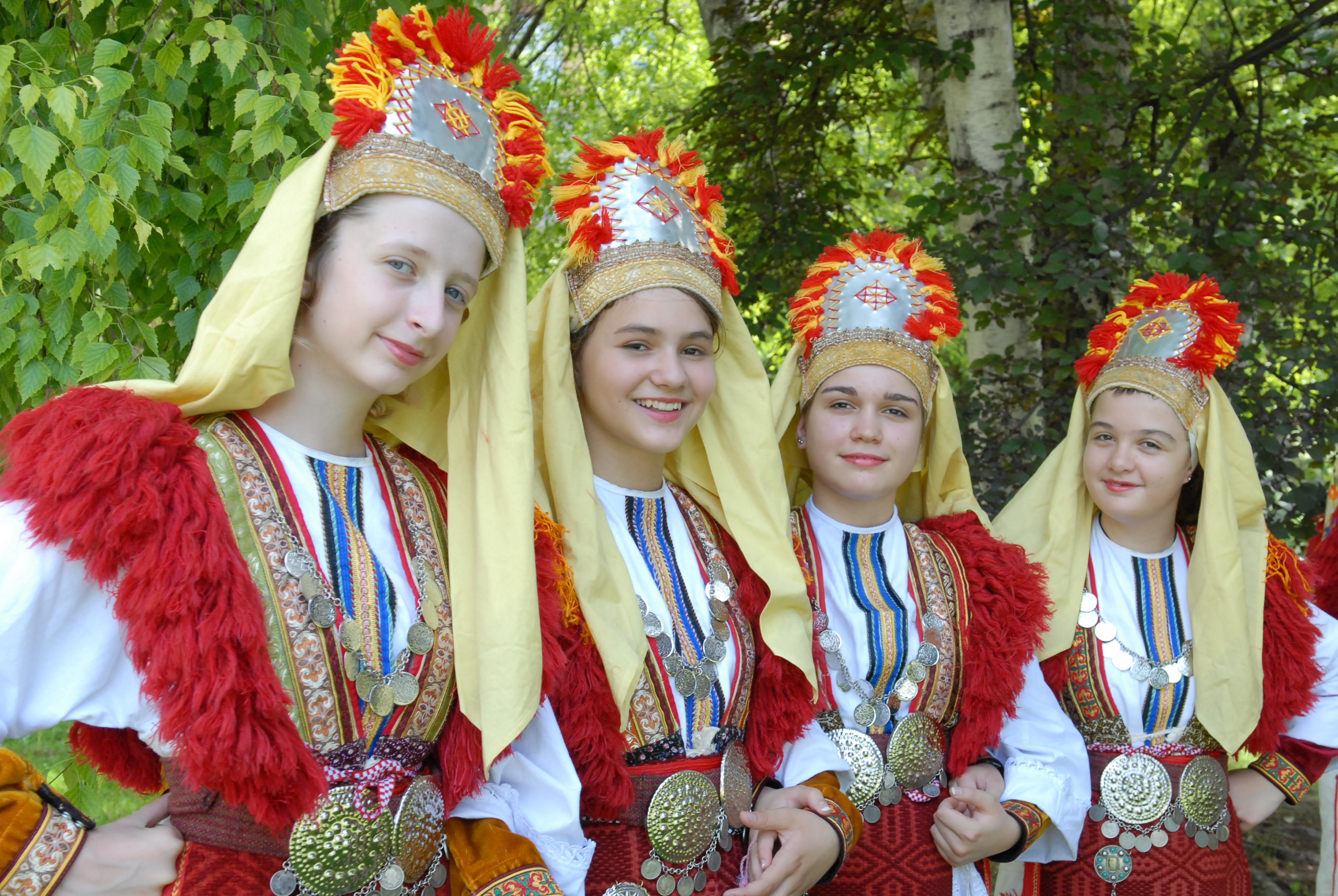
Costume féminin du Mariovo.
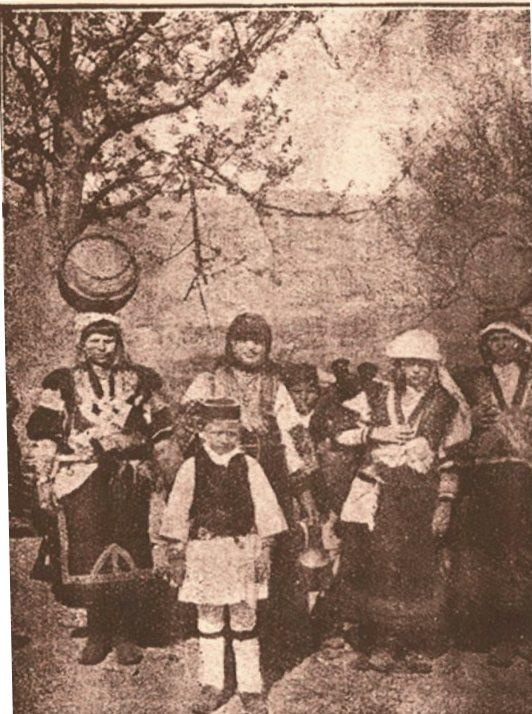
Habitants du Mariovo en 1923.